# Borgata
Borgata Hotel Casino & Spa är både ett kasino och ett hotell som ligger i Atlantic City, New Jersey i USA. Den ägs av MGM Growth Properties och drivs av MGM Resorts International. Hotellet har totalt 2 767 hotellrum medan kasinot har en spelyta på 14 864 kvadratmeter (m2).
Redan 1996 hade kasinoföretaget Mirage Resorts och dess VD Steve Wynn planer på att uppföra ett stort kasinokomplex i Atlantic Citys småbåtshamnsdistrikt, största nöjessatsningen i stadens historia. Komplexet skulle bestå av fyra kasinon, 7 000 hotellrum och skapa uppemot 20 000 nya jobb till staden. Man ställde dock krav på delstaten New Jersey att anlägga en väg, en knutpunkt och en tunnel som skulle förbinda området med motorvägen Atlantic City Expressway. Delstaten hade sedan 1960-talet haft planer på att förbättra trafiken i Atlantic City och genomföra något liknande som Mirage och Wynn föreslog. För att snabba upp beslutsprocessen för New Jersey så gick Mirage med på att skjuta till $110 miljoner av de $330 miljoner som det skulle kosta. Mirage hade planerat att uppföra kasinot Le Jardin, de hade även gett klartecken till konkurrenterna Boyd Gaming och Circus Circus Enterprises att uppföra egna kasinon där. I januari 1998 meddelade dock Mirage att man skulle avbryta samarbetet med Boyd och Circus Circus eftersom deras eget kasinoprojekt svällde till det dubbla och behövde dubbelt så mycket mark som var planerat initialt. Både Boyd och Circus Circus svarade med att stämma Mirage för kontraktsbrott. Det slutade med förlikningar där Boyd fick fortsätta med sitt kasinoprojekt med arbetsnamn Borgata medan Circus Circus lämnade helt. Tunnelprojektet drogs ut på tiden efter klagomål från allmänheten och att bland annat Donald Trump (Trump Marina) och Hilton Hotels (bland annat Atlantic City Hilton) stämde Mirage, staden Atlantic City och delstaten New Jersey för bland annat att staden och delstaten gav Mirage en orättvis fördel mot sina konkurrenter vid användning av skattemedel. Mirage svarade med att motstämma de två på $150 miljoner för på ett oseriöst vis försöka kväva konkurrens i området. Efter flera kontroverser fram och tillbaka mellan parterna och förhandlingar med Trump, resulterade i att hans kasino erbjöds en avfart byggd i anslutning till tunnelprojektet, som skulle underlätta för besökare att ta sig till kasinot i utbyte mot att han drog tillbaka stämningen, vilket han till slut accepterade.
2000 blev Mirage uppköpta av MGM Grand Inc. för $4,4 miljarder och ytterligare $2 miljarder skulle användas för att betala av skulder. Stora delar av originalplanerna skrotades men bygget av tunnelprojektet blev dock färdigställt och invigt i juli 2001. MGM ansåg dock att Boyds planerade kasino och hotell var intressant, man föreslog för dem att de skulle starta ett samriskföretag tillsammans och dela på kostnaderna. Boyd accepterade detta och Borgata uppfördes 2003 till en totalkostnad på $1,1 miljarder, dock blev kasinot både större och dyrare än vad Boyd hade tänkt sig från början. Den 2 juli 2003 invigdes kasinot men redan efter några dagar började Boyd och MGM föra förhandlingar om att utöka Borgatas hotellkapacitet och 2006 inledde man en större renovering till en kostnad på $600 miljoner. $200 miljoner skulle användas för att renovera Borgata och de resterande $400 miljoner skulle användas för att uppföra lyxhotellet The Water Club, för att locka till sig än fler besökare till kasinot. The Water Club stod färdig två år senare. I maj 2016 köpte MGM upp Boyd Gamings 50% av komplexet och samriskföretaget, där både Borgata och The Water Club ingick, för $900 miljoner, varav $589 miljoner till Boyd och de resterande $311 miljoner till att hantera skulder. I augusti sålde MGM det vidare till MGM Growth Properties för $1,18 miljarder, MGM Growth leasade dock tillbaka dessa till MGM Resorts.